# 黄花機場西駅
黄花機場T1T2駅（こうかきじょうティーいちティーにえき）は中華人民共和国長沙市長沙県に位置する長沙地下鉄6号線の駅。長沙黄花国際空港の第1/第2ターミナルに直結、先に開業済みの■磁浮快線磁浮機場駅にも近接。

## 駅周辺
- 長沙黄花国際空港第1/2ターミナル
- ■磁浮快線磁浮機場駅 - この駅に近接